# New Moon (1940)
New Moon ist eine US-amerikanische Filmoperette aus dem Jahr 1940 und die sechste Zusammenarbeit des populären Leinwandpaares Jeanette MacDonald und Nelson Eddy. Die Regie des Films, der im Wesentlichen dem gleichnamigen Bühnenstück von Sigmund Romberg folgt, führte Robert Z. Leonard.

## Handlung
Die Französische Revolution zwingt den jungen Adligen Charles zur Flucht nach Amerika. Um seinen Lebensunterhalt zu verdienen, hat sich Charles als Lohnarbeiter auf einer Plantage verdingt. Auf demselben Schiff Richtung New Orleans ist die reizende Marianne, die just die Plantage geerbt hat, auf der Charles seinen Frondienst ableisten muss. Rasch verlieben sich beide ineinander. Marianne schenkt ihm die Freiheit und er kann fliehen, nicht ohne Marianne seiner ewigen Liebe zu versichern. Marianne muss noch etliche Abenteuer erleben, darunter einem Piratenüberfall in der Karibik, der von niemand anderem ausgeführt wird als von jenem Charles, den Marianne liebt. Am Ende finden die Zwei das Glück in den Armen des anderen.

## Hintergrund
Nach dem enttäuschenden Einspielergebnis von Im goldenen Westen dauerte es über zwei Jahre, ehe das populäre Leinwandpaar Jeanette MacDonald und Nelson Eddy wieder gemeinsam vor die Kamera traten. Das Studio ging auf Nummer sicher und wählte mit New Moon eine populäre Vorlage für den Film. Die Operette von Sigmund Romberg schaffte es 1928 auf 519 Vorführungen und erlebte seitdem zahlreiche Wiederaufführungen. Metro-Goldwyn-Mayer hatte bereits 1930 mit Lawrence Tibbett und Grace Moore in den Hauptrollen eine Verfilmung unternommen, die allerdings an der Kinokasse floppte, da Operetten damals aufgrund eines Überangebots zunehmend unpopulärer bei den Zuschauern wurden. 1940 waren die Voraussetzungen nicht viel besser. Während gegen Mitte der 1930er die Filme des Duos MacDonald/Eddy große Erfolge waren, insbesondere Maienzeit brach 1937 Einspielergebnisse auf beiden Seiten des Atlantiks, bevorzugte das Publikum mittlerweile Musicals mit zeitgenössischen Liedern.
Louis B. Mayer, Studiochef von MGM, hingegen glaubte fest an ein Come-Back des Genres. Doch trotz der gewohnt professionellen Regie von Robert Z. Leonard, der einige der erfolgreichsten Filmes des Gesangsduos umgesetzt hatte und einer ausgesuchten Schar von Charakterdarstellern in den Nebenrollen blieb hinter den Erwartungen zurück. Die Dreharbeiten waren nicht ganz reibungslos. Zunächst war W. S. Van Dyke als Regisseur vorgesehen, doch die Arbeiten an I Take This Woman, dem ersten MGM-Film von Hedy Lamarr zogen sich statt auf drei am Ende über achtzehn Monate hin.
Der Arbeitstitel lautete Lover Come Back, ehe der Film unter New Moon in den Verleih ging.

## Kinoauswertung
Mit Produktionskosten von 1.487.000 US-Dollar war New Moon eine durchschnittlich teure Produktion und damit vom Budget der nachlassenden Zugkraft des Leinwandpaares an der Kinokasse angepasst. In den USA spielte der Film 1.290.000 US-Dollar ein; ein schwacher Wert verglichen mit den vorherigen Filmen der beiden. Hinzu kamen weitere 1.237.000 US-Dollar aus dem Ausland. Mit einem kumulierten Gesamtergebnis von 2.527.000 US-Dollar und einem enttäuschenden Gewinn von lediglich 221.000 US-Dollar wurden die hohen Erwartungen auf ein dauerhaftes Comeback nicht erfüllt.

## Musik
Wie von den Fans erwartet, wurde in dem Film oft und ausführlich gesungen. Die Stücke wurden von Sigmund Romberg (Musik) und Oscar Hammerstein (Text), komponiert und stammen aus der Operette. Von den ursprünglich für die Filmversion von 1930 neu komponierten Liedern wurde keines verwendet.
- Dance Your Cares Away
- Marianne
- Gorgeous Alexander
- An Interrupted Love Song
- Softly, as in a Morning Sunrise
- Stout-hearted Men
- One Kiss
- Ladies of the Jury
- Wanting You
- Lover, Come Back to Me
- Love Is Quite a Simple Thing
- Never (for You)

Darüber hinaus singt Jeanette MacDonald, wie üblich in ihren Filmen, eine klassische Arie, diesmal
- Ombra Mai Fú (Georg Friedrich Händel aus seiner Oper „Xerxes“)

Aufgrund des historischen Hintergrundes baute das Drehbuch sogar noch eine Gelegenheit ein, die Marseillaise anzustimmen.